# Jevhen Kosjovyj

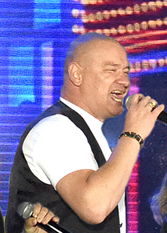
Jevhen Kosjovyj under ett framträdande med Kvartal 95

Jevhen Viktorovytj Kosjovyj (ukrainska: Євген Вікторович Кошовий), född 7 april 1983 i Kivsharivka i Charkiv oblast, Ukrainska SSR, Sovjetunionen, (i nuvarande Ukraina) är en ukrainsk showman, programledare, komiker och skådespelare. Tidigare var han medlem i KVN-laget "Va-bank" från Luhansk (2000–2005). Sedan 2005 var han programledare för "Rassmeshi komika" (Få komikern att skratta) och "Vechirniy Kvartal" (Kvällskvarter). Sedan 2019 var han även programledare för "Liha smikhu" (Skrattets liga).

## Biografi
Jevhen Kosjovyj föddes i staden Kivsharivka i Charkiv oblast och är son till en fabriksarbetare och en förskollärare. 1989 flyttade familjen till Alchevsk i Luhansk oblast. Kosjovyj tog examen vid Luhansk Kulturhögskola. Han tog även examen vid direktörens fakultet vid Luhanska Institutet för kultur och konst och dessutom studerade han saxofon på en musikskola.
Kosjovyj arbetade med och var nära vän med Volodymyr Zelenskyj, som nu är Ukrainas president.

## Karriär
Kosjovyj är det främsta föremålet för skämt i underhållningsstudion Kvartal 95. Kosjovyj kom till studion efter att ha varit en del av KVN-laget ”Va-Bank” som var från Luhansk. Kvartal 95 var även det från början ett lag som tävlade i KVN. Studion bildades av Volodymyr Zelenskyj, som kom att bli Kosjovyj nära vän. Han var medvärd i söndagsprogrammet Ukraina, stig upp! och sedan 2012 har han varit domare i programmet Få komikern att skratta. 2017 satt han i juryn för programmet Skrattets liga, men sedan 2019 har han ersatt Volodymyr Zelenskyjs roll som programledare.
Kosjovyj hade även en betydande roll i tv-serien Folkets tjänare. I serien spelade han utrikesministern Serhij Viktorovytj Muchin som jobbar åt presidenten Vasyl Petrovytj Holoborodko. Vasyl spelades av Volodymyr Zelenskyj som senare vann det ukrainska presidentvalet 2019. Kosjovyj spelade samma karaktär i långfilmen Folkets tjänare 2.

## Filmografi
- 2010 – Love in the Big City 2 – gästarbetare
- 2011 – Office Romance. Our Time – Stepan, systemadministratör
- 2012 – Rzhevsky Versus Napoleon – Levsha
- 2012 – 8 First Date – taxichaufför
- 2014 – Love in the Big City 3 – Nikolaichuk, privatdetektiv
- 2015 – 8 New Dates – gäst på bröllopet
- 2015–2019 – Folkets tjänare – Serhij Viktorovytj Muchin, utrikesminister
- 2016 – 8 Best Dates – chaufför
- 2016 – Folkets tjänare 2 – Serhij Viktorovytj Muchin, utrikesminister
- 2018 – I, You, He, She - Boris